# W. (film)
W. er en biografisk film fra 2008, som er baseret på USA's 43. præsident George W. Bushs liv før og under præsidentembedet. Filmen er produceret og instrueret af Oliver Stone og har Josh Brolin i hovedrollen som George W. Bush. Stones mål med W. er bl.a. at finde ud af, hvordan en alkoholiker er endt som USA's præsident. Den havde premiere i USA den 17. oktober 2008 og i de danske biografer 5. december 2008.
| Skuespiller      | Rolle             |
| ---------------- | ----------------- |
| Josh Brolin      | George W. Bush    |
| Elizabeth Banks  | Laura Bush        |
| James Cromwell   | George H. W. Bush |
| Ellen Burstyn    | Barbara Bush      |
| Richard Dreyfuss | Dick Cheney       |
| Jeffrey Wright   | Colin Powell      |
| Scott Glenn      | Donald Rumsfeld   |
| Thandie Newton   | Condoleezza Rice  |
| Toby Jones       | Karl Rove         |
| Bruce McGill     | George Tenet      |
| Jason Ritter     | Jeb Bush          |

## Ekstern henvisning
- W. på Internet Movie Database (engelsk)
- W. på Filmdatabasen
- W. på Scope
- W. på AlloCiné (fransk)
- W. på MovieMeter (nederlandsk)
- W. på AllMovie (engelsk)
- W.s profil hos Encyclopædia Britannica Online (engelsk)
- W. på Turner Classic Movies (engelsk)
- W. på The Movie Database (engelsk)
- W. på Rotten Tomatoes (engelsk)

1. ↑  Navnet er anført på engelsk og stammer fra Wikidata hvor navnet endnu ikke findes på dansk.